# システムトレード
システムトレード（英: system trade）とは、投資を行う際に裁量を排し一定売買ルールに従って売買を行う方法を指す和製英語。通常コンピュータに行わせる非裁量トレードの事を言う。略して「シストレ」。mechanical trading systemとも謂われる。システムトレードをする人のことを『システムトレーダー』と称する。
アルゴリズム取引とは別物である。こちらは、大口注文をコンピューターが小口注文に分割するプログラム取引の事である。
複雑な計算と最速での執行が求められるため、通常はコンピュータに行わせるが、テクニカル分析であろうと、ファンダメンタル分析の指標を用いたものであろうと、広義には自分自身のシステムに基いて取引を行うことをシステムトレードと言う。その場合、必ずしも売買判断や注文をコンピュータに自動執行させるアルゴリズム取引を指しているわけではない。
元々は複数の株を同時かつ大量に捌き、また裁定取引で利鞘を得るためのプログラム売買が、コンピュータにより機械化、自動化され発展したものである。

## 概要
投資判断とそれに基づく執行を投資家個人の経験や勘といった裁量的なものではなく「指標Xがn値になったら買う・売る」など過去の検証が可能な数値や指標などの組み合わせで作成した規則により一貫して行う。
主な長所は、感情的な投資判断を除去できること。数多の銘柄の中から自身の判定ポイントに到達した銘柄を抽出しやすいこと。作成した規則を過去のデータを用いて検証し評価する事（バックテスト）ができること。また先物・オプション取引戦略をとる場合や裁定取引ポジションを取る場合は最適のポートフォリオを計算するうえで便利である。
主な短所は、過去に無い相場に遭遇したり、とりわけ統計的に検定除外されてしまうほどめったに発生しない局面でのリスク（テイルリスク）に脆弱なこと。また過度な最適化、売買ルールが一般に浸透すると、効果が低下したり逆に損失を出すこと、例えば日本で利益のでるシステムが米国では損失をだすことがある。市場や個別銘柄に大きなトレンドが発生している場合、それに適合しないシステムで分析していることに気が付かないと思わぬ損失（利益逸失）を招くことがある。長期的な視点から見れば、あらゆる相場において相場環境の変化が絶えず発生するため、過去または現在機能しているシステムが未来永劫機能し続けることはない。相場環境に適合させるため、絶えずシステムを入れ替えたり、ロジックを微調整する必要がある。

## システムトレードの手法
主にクロス系、ブレイクアウト系、パターン系、裁定系などがある。有名な物は『移動平均の交差』『3点チャージ法』『タートルズ・ブレイクアウトシステム』などがある。過去のデータを用いて検証し、対象とする市場と相性の良いシステムを選択する。データは証券取引所やデータ配信会社から購入するが、公開株式の日足データはYahoo!ファイナンスなどのポータルサイトや楽天のRSSから取得することも可能である。
また、株式・日経225先物やFXのシステムトレードのコンテストなども行われている。
一般投資家が自動売買をする場合、データ収集、売買判断、注文、決済などの計算と処理を自動で行なわせる必要がある。海外では市販プログラムを利用し、APIを公開し対応している証券会社等を通して注文する場合が多い。

## 検証時に注意する事柄
コンピューター上のプログラムや表計算ソフト（EXCELなど）を用いて検証（バックテスト）することが多い。変数、一定条件を加えたフィルター、損切りルールなどをプログラムに書き込む事で最適化したり、ルールを絞ったりする事ができるが、カーブフィッティングと呼ばれる将来的には無効になるであろう都合のいい数字を出す危険がある。
他に注意する事柄として大数の法則、最大ドローダウン、連敗数、資金残高曲線などがある。大数の法則はシステムトレードの要であるためシステムトレードでは自然と短中期戦略にならざるを得ない。
バックテストだけでなくフォワードテスト（デモ口座などで実際にシストレを動かすこと）も重要。

## 著名なシステムトレーダー
- ラリー・ウィリアムズ
- リチャード・デニス